# (3804) Друнина
(3804) Друнина (лат. Drunina) — типичный астероид главного пояса, открыт 8 октября 1969 года советским астрономом Людмилой Черных в Крымской астрофизической обсерватории и 27 июня 1991 года назван в честь советской поэтессы Юлии Друниной.

## Обнаружение и именование
(3804) Друнина
Открыт 8 октября 1969 года в Научном Л. И. Черных.
Назван в честь советской поэтессы Юлии Владимировны Друниной.
Оригинальный текст (англ.)3804 Drunina
Discovered 1969-10-08 by Chernykh, L. at Nauchnyj.
Named in honor of the Soviet poetess Yuliya Vladimirovna Drunina.
Источники: DISCOVERY.DB; M.P.C. 18454.

## Орбита

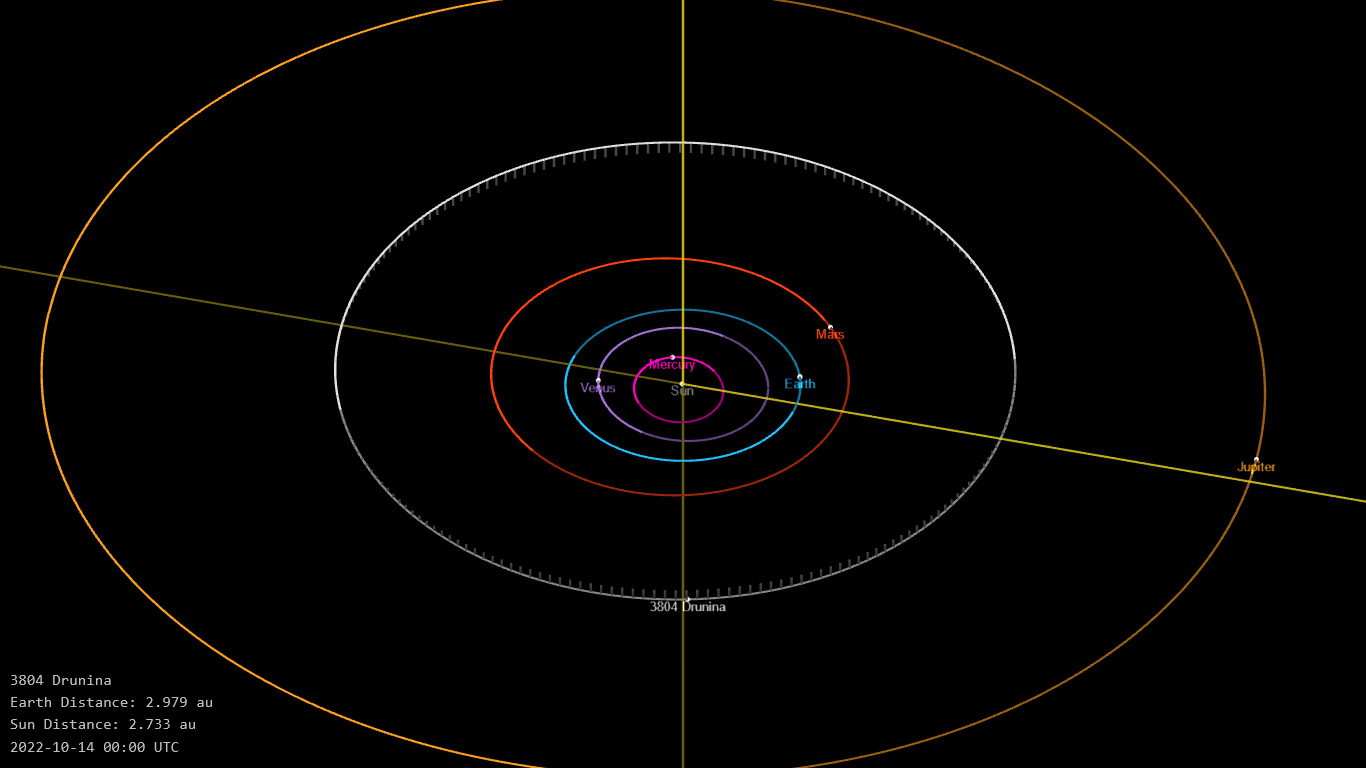
Орбита астероида Друнина и его положение в Солнечной системе

## Физические характеристики
Из наблюдений системы Asteroid Terrestrial-impact Last Alert System следует, что астероид относится к таксономическому классу S.
По результатам наблюдений в видимом и ближнем инфракрасном диапазоне космического телескопа NEOWISE и съёмки в инфракрасном диапазоне галактической плоскости Млечного Пути (MIPSGAL extensive infrared survey) и участка в созвездии Тельца (Taurus Legacy survey) на космическом телескопе Спитцер диаметр астероида оценивался равным 8,789±0,259 км и 9,530±2,287 км. Согласно тем же источникам альбедо оценивается как 0,2286±0,0426, 0,194±0,047 и 0,229±0,043.